# Swinburne Island
Swinburne Island ist eine künstliche Insel in der Lower New York Bay, im Mündungsgebiet des Hudson bei New York, westlich von Coney Island.
Die Insel wurde 1860 aufgeschüttet. Sie wurde dazu benutzt, Einwanderer mit ansteckenden Krankheiten, die auf Ellis Island eintrafen, in Quarantäne zu halten. Das letzte Mal wurden die Einrichtungen auf der Insel 1910 benutzt, als auf einem Einwandererschiff einige Fälle von Cholera auftraten.
Der Name der Insel lautete einst Dix Island, wurde aber in Anerkennung der Arbeit des Mediziners John Swinburne umbenannt. Heute ist die Insel ein historisches Monument unter der Leitung des National Park Service.